# تاريخ سويسرا
كان الاتحاد السويسري منذ عام 1848 جمهورية فدرالية مؤلفة من الكانتونات ذاتية الحكم نسبيًا يتمتع بعضها بتاريخ من الاتحادية الكونفدرالية العائد لأكثر من 700 سنة، ما يضعها بين أقدم جمهوريات العالم الباقية.
يرتبط التاريخ المبكر للمنطقة بثقافة جبال الألب. كانت سويسرا مأهولة من قبل الهلفتيون، وخضعت للحكم الروماني في القرن الأول قبل الميلاد. اندمجت حضارة غالو-رومان بالتأثيرات الجرمانية خلال العصور القديمة المتأخرة مع تحول الجزء الشرقي من سويسرا لمنطقة ألامانية. دُمجت منطقة سويسرا في إمبراطورية الفرنجة في القرن السادس. في فترة العصور الوسطى العليا، أصبح القسم الشرقي جزءًا من دوقية شوابيا داخل الإمبراطورية الرومانية المقدسة في حين كان القسم الغربي جزءًا من مملكة برغونة.
أقرّ الاتحاد السويسري القديم في أواخر العصور الوسطى (الكانتونات الثمانية) استقلاله عن عائلة هابسبورغ المالكة ودوقية بورغونيا، وفي الحروب الإيطالية تحصّل الاتحاد على الأراضي الواقعة جنوب جبال الألب من دوقية ميلانو. فككت حركة الإصلاح في سويسرا الاتحاد الكونفدرالي مسفرةً عن تاريخ طويل من الصراع الداخلي بين اتحاد الكانتونات الثلاثة عشر في الفترة الحديثة المبكرة. في أعقاب الثورة الفرنسية، وقعت سويسرا تحت الغزو الفرنسي في عام 1798، وجرى تعديلها وتغييرها لتصبح الجمهورية الهلفتية، وهي دولة فرنسية عميلة. استعاد قانون الوساطة الصادر عن نابليون عام 1803 حالة سويسرا كاتحاد فيدرالي، وبعد انتهاء فترة نابليون، خضع الاتحاد السويسري لفترة من الاضطرابات بلغت ذروتها في حرب سوندرباند الأهلية القصيرة عام 1847 ووضع دستور فيدرالي عام 1848.
إن تاريخ سويسرا المعاصر منذ عام 1848 قد عمّه النجاح والازدهار بصورة كبيرة. وقد أدى التحول الصناعي إلى تبدل الاقتصاد الزراعي التقليدي، وعزز حياد سويسرا خلال الحربين العالميتين ونجاح الصناعة المصرفية من ارتقائها إلى وضعها الحالي بوصفها دولة من أكثر الاقتصادات استقرارًا في العالم.
وقّعت سويسرا اتفاقية تجارة حرة مع السوق الأوروبية المشتركة عام 1972، وشاركت في عملية التكامل الأوروبي عن طريق المعاهدات الثنائية، ولكنها مانعت بشكل ملحوظ الانضمام الكامل إلى الاتحاد الأوروبي رغم أن أراضيها محاطة بدول الاتحاد الأوروبي منذ عام 1995.

## الاتحاد القديم (1300-1798)

### أواخر العصور الوسطى
في 1 أغسطس عام 1291، اتحدت كانتونات أوري وشفيتس وأونترفالدن لحفظ السلام عقب وفاة الإمبراطور رودولف الأول من عائلة هابسبورغ مشكلةً نواة الاتحاد السويسري القديم.
بحلول عام 1353، انضمت الكانتونات الأصلية الثلاثة إلى كانتونات غلاروس وتسوغ ودولة-مدينة لوسرن وزوريخ وبرن مشكلين بذلك «الاتحاد القديم» المؤلف من ثمانية كيانات استمرت بالوجود طوال معظم فترة القرن الخامس عشر. في معركة سيمباخ عام 1386، هزم السويسريون آل هابسبورغ، ما أكسبهم المزيد من الحكم الذاتي المستقل داخل الإمبراطورية الرومانية المقدسة.
طُردت زيورخ من الاتحاد بين عامي 1440- 1450 بسبب نزاع على منطقة توغنبرغ (حرب زيورخ القديمة). ازدادت قوة الاتحاد وثروته زيادة كبيرة عقب تحقيق انتصارات على «شارل الجريء» حاكم مملكة بورغونيا خلال سبعينيات القرن الخامس عشر، ونجاح المرتزقة السويسريين.
تعكس القائمة التقليدية لترتيب كانتونات سويسرا هذا الأمر، إذ تُدرج فيها «الكانتونات القديمة» الثمانية أولًا، مع وجود الدول-المدينة قبل الكانتونات المؤسِسة، تليها الكانتونات التي انضمت إلى الاتحاد بعد عام 1481 حسب التسلسل التاريخي.
هزم السويسريون تحالف سوابيان عام 1499 وكسبوا حكمًا ذاتيًا جماعيًا أكبر داخل الإمبراطورية الرومانية المقدسة متضمنًا الإعفاء من الإصلاحات الإمبراطورية لعام 1495 والحصانة من معظم المحاكم الإمبراطورية. وفي عام 1506، وظّف البابا يوليوس الثاني الحرس السويسري الذي ما يزال يخدم البابوية حتى يومنا هذا. تعرض توسع الاتحاد وصيته المنيع المكتسب خلال الحروب السابقة لنكسة أولى عام 1515 إبان الهزيمة السويسرية في معركة مارينيانو.

### الإصلاح
بدأ الإصلاح في سويسرا عام 1523 بقيادة هولدريخ زوينكلي وهو كاهن الكنيسة الكبرى في زيوريخ منذ عام 1518. اعتنقت زيوريخ المذهب البروتستانتي منضمةً إلى كانتونات برن وبازل وشافهوزن، في حين بقيت لوسرن وأوري وشفيتس ونيدفالدن وزوغ وفريبورغ وسولوتورن كاثوليكية أمّا غلاروس وأبينزيل فكانتا منقسمتين. قاد هذا الأمر إلى نشوب حروب دينية متعددة ضمن الكانتونات (حروب كابيلر، بالألمانية: Kappelerkriege ) في عامي 1529 و 1531، نظرًا لأن كل كانتون كان يجرّم الدين المعارض، وأدى ذلك أيضًا إلى تشكيل مجلسين تشرعيين، المجلس البروتستانتي الذي يجتمع في أراو والكاثوليكي في لوسرن (بالإضافة للمجلس التشريعي الكامل الرسمي الذي يجتمع عادة في بادن) إلّا أن الاتحاد قد نجا.

### سويسرا الحديثة المبكرة
أثناء حرب الثلاثين عامًا، اعتُبرت سويسرا «واحة سلام ورخاء» نسبيًا (وفقًا للكاتب جريملسهاوزن) وسط أوروبا التي مزقتها الحرب، ويرجع ذلك في معظمه  إلى أن كل القوى الكبرى في أوروبا كانت تعتمد على المرتزقة السويسريين، ولن تسمح لسويسرا بالسقوط في أيدي أحد منافسيها. من الناحية السياسية، حاولت جميع القوى بسط نفوذها عن طريق قادة مرتزقة مثل يورغ يناتش أو يوهان رودولف ويتشتاين. تورطت تحالفات غريزون الثلاثة (كانتون غراوبوندن) -التي لم تكن في تلك المرحلة عضوًا في الاتحاد بعدْ - في الحرب عام 1620 ما أدى لخسارتهم وادي فالتيلينا عام 1623.
في صلح وستفاليا عام 1648، تحصلت سويسرا على الاستقلال القانوني عن الإمبراطورية الرومانية المقدسة. وأصبح وادي فالتيلينا تابع لتحالفات غريزون الثلاثة من جديد بعد المعاهدة وبقي كذلك حتى تأسيس نابليون بونابرت للجمهورية الألبية عام 1797.
في عام 1653، ثار فلاحو المناطق الخاضعة لكانتونات لوسرن وبرن وسولوتورن وبازل بسبب انخفاض قيمة العملة. على الرغم من أن السلطات انتصرت في حرب الفلاحين السويسريين هذه، إلا أنها سنّت بعض الإصلاحات الضريبية، وحالت تلك الحادثة على المدى البعيد دون تنمية المَلَكَية المطلقة على غرار ما حدث في بعض المحاكم الأوروبية الأخرى. لكن التوترات الطائفية ظلت قائمة واندلعت مرة أخرى في حرب فيلميرجين الأولى عام 1656، ثم في حرب توغينبورغ (أو حرب فيلميرجين الثانية من) عام 1712.

## الفترة النابليونية وتداعياتها (1798-1848)
الغزو الفرنسي والجمهورية الهلفتية
خلال حروب الثورة الفرنسية، غزا الجيش الفرنسي سويسرا وحولها إلى دولة حليفة عُرفت باسم «الجمهورية الهلفتية» ((1798-1803 وامتلكت حكومة مركزية ذات دور ضئيل في الكانتونات. لاقى أيضًا التدخل في الشؤون المحلية والحريات المحافظة استياءً شديدًا، على الرغم من حدوث بعض إصلاحات التحديث.
كانت المقاومة على أشدها في المعاقل الكاثوليكية الأكثر محافظةً مع اندلاع الانتفاضات المسلحة في ربيع عام 1798 في الجزء الأوسط من سويسرا. قمع الجيش الفرنسي الانتفاضات ولكن دعم الأفكار الثورية تراجع بشكل مضطرد. كان عنصر الإصلاح ضعيفًا، واستاء أغلب السويسريين من خسارتهم للديمقراطية المحلية ومن الإدارة المركزية والضرائب الجديدة والحرب ومعاداة الدين.
من الخطوات الرئيسية التي اتُخذت لتحرير اليهود، إلغاء الضرائب الخاصة وإلغاء تأدية القسم عام 1798. لكن لم يكن هناك تجاوب حتى عام 1815، ولم يُمنح اليهود حقوقًا  متساوية مع المسيحيين حتى عام 1879.
في عام 1803، أعاد قانون الوساطة الصادر عن نابليون سيادة الكانتونات جزئيًا، وأصبحت الأراضي السابقة الحليفة والرافدة مثل أرجاو وتورغاو وغريسونز وسانت غالن وفود وتيسينو كانتونات تتمتع بحقوق متساوية. خاض نابليون وأعدائه حملات عسكرية عديدة في سويسرا دمرت العديد من المواقع المحلية.

## وصلات خارجية
- تاريخ سويسرا
- تاريخ سويسرا (الوثائق الأساسية)
- الجمعية التاريخية السويسرية الأمريكية نسخة محفوظة 9 مارس 2011 على موقع واي باك مشين.